# Constituição Política do Estado de São Paulo
A atual Constituição Política do Estado de São Paulo foi promulgada obedecendo os princípios da Constituição do Brasil, pela Assembleia Estadual Constituinte Paulista no dia 5 de outubro de 1989, exatamente como manda o Artigo 11 da Constituição Federal de 1988, que estatui o seguinte: "Cada Assembleia Legislativa, com poderes constituintes, elaborará a Constituição do Estado, no prazo de um ano, contado da promulgação da Constituição Federal, obedecidos os princípios desta".

## Preâmbulo
| “ | O Povo Paulista, invocando a proteção de Deus, e inspirado nos princípios constitucionais da República e no ideal de a todos assegurar justiça e bem-estar, decreta e promulga, por seus representantes, a CONSTITUIÇÃO DO ESTADO DE SÃO PAULO. | ” |

## Elenco constituinte
A atual Lei Maior de São Paulo teve os seguintes assinantes:
- Tonico Ramos – Presidente
- Nabi Abi Chedid- 1º Secretário
- Vicente Botta - 2º Secretário
- Mauro Bragato - 1º Vice-Presidente
- Sylvio Benito Martini - 2º Vice-Presidente
- Maurício Nagib Najar - 3º Secretário
- Hilkias de Oliveira - 4º Secretário
- Roberto Hilvo Giovani Purini - Relator da Comissão de Sistematização
- José Antonio Barros Munhoz - Presidente da Comissão de Sistematização
- Inocêncio Erbella - Vice-Presidente da Comissão de Sistematização

Abdo Antonio Hadade, Adilson Monteiro Alves, Afanásio Jazadji, Aloysio Nunes Ferreira Filho, Antonio Adolpho Lobbe Neto, Antonio Calixto, Antonio Carlos de Campos Machado, Antonio Carlos Tonca Falseti, Antonio Erasmo Dias, Antonio Lucas Buzato, Antonio Luiz Lima do Amaral Furlan, Antonio Rubens Costa de Lara, Arnaldo Calil Pereira Jardim, Ary Kara José, Carlos Alberto Eugênio Apolinário, Clara Levin Ant, Daniel Marins Alessi, Edson Edinho Coelho Araújo, Edson Ferrarini, Eduardo Bittencourt Carvalho, Eni Luiza Galante, Erci Aparecida Martinelli de Lima Ayala, Expedito Soares Batista, Fauze Carlos, Fernando Vasco Leça do Nascimento, Fernando Silveira, Getúlio Kiyotomo Hanashiro, Guiomar Namo de Mello, Hatiro Shimomoto, Israel Zekcer, Ivan Espíndola de Ávila, Ivan Valente, Jairo Ribeiro de Mattos, João Bastos Soares, João do Pulo Carlos de Oliveira, Jorge Tadeu Mudalen, José Cicote, José de Castro Coimbra, José Dirceu de Oliveira e Silva, Alcides Carlos Bianchi, Jurandyr da Paixão de Campos Freire Filho, Laerte Pinto da Cunha, Luiz Benedicto Máximo, Luiz Francisco da Silva, Luiz Lauro Ferreira, Francisco Ribeiro Nogueira, Francisco Carlos de Souza, José Francisco Archimedes Lammoglia, Marcelino Romano Machado, José Mentor Guilherme de Mello Netto, Miguel Martini, Mílton José Baldochi, Moisés Sragowicz Lipnik, Néfi Tales, Nelson Mancini Nicolau, Osmar Thibes, Oswaldo Bettio, Osvaldo Sbeghen, Paulo Osório Silveira Bueno, Randal Juliano Garcia, Roberto Gouveia Nascimento, Roberval Conte Lopes Lima, Ruth Escobar, Sebastião Bognar, Tadashi Kuriki, Valdemar Corauci Sobrinho, Vanderlei Macris, Vergílio Dalla Pria Netto, Vitor Sapienza, Wadih Helu, Waldemar Chubaci, Waldemar Mattos Silveira, Waldyr Alceu Trigo e Walter Mendes.

## Emendas constitucionais
As primeiras emendas à Constituição do Estado de São Paulo foram:
- Emenda Constitucional nº 1, de 20 de dezembro de 1990.[5]
- Emenda Constitucional n° 2, de 21 de fevereiro de 1995.[6]

Ao todo, foram 45 emenda constitucionais, até 18 de dezembro de 2017.

## Histórico das constituições de São Paulo
A primeira Constituição Política do Estado de São Paulo  foi promulgada pelo Congresso Legislativo do Estado de São Paulo em 14 de julho de 1891; a construção política do estado já contou com várias Constituições políticas, entre elas:
- Constituição Política de São Paulo de 1921, promulgada em 9 de julho de 1921;[9]
- Constituição Política de São Paulo de 1935, promulgada em 9 de julho de 1935
- Constituição Política de São Paulo de 1947, promulgada em 9 de julho;
- Constituição Política de São Paulo de 1967, elaborada para se adequar ao governo da Ditadura Militar de 1964, foi promulgada em 13 de maio de 1967.

## Galeria de imagens

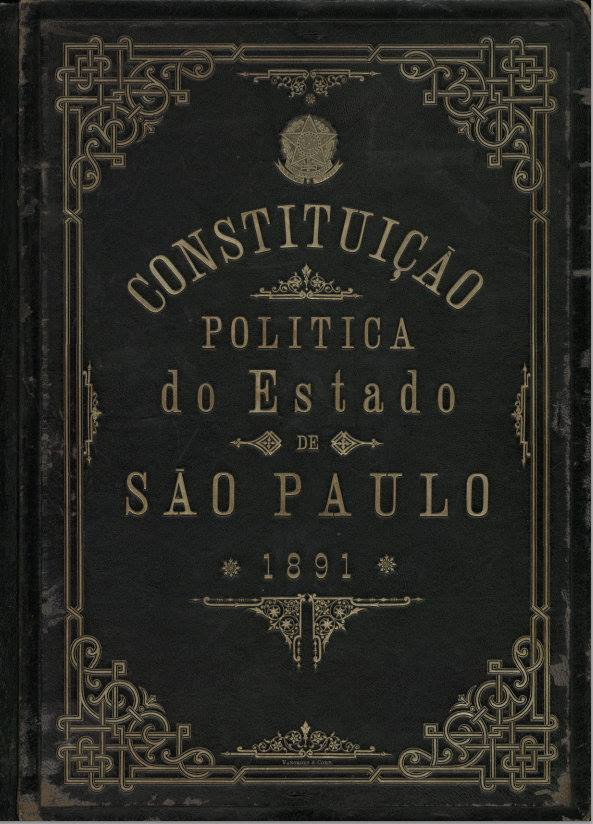
Exemplar da Constituição Paulista de 1891 (pertencente ao acervo do Arquivo Público do Estado de São Paulo).
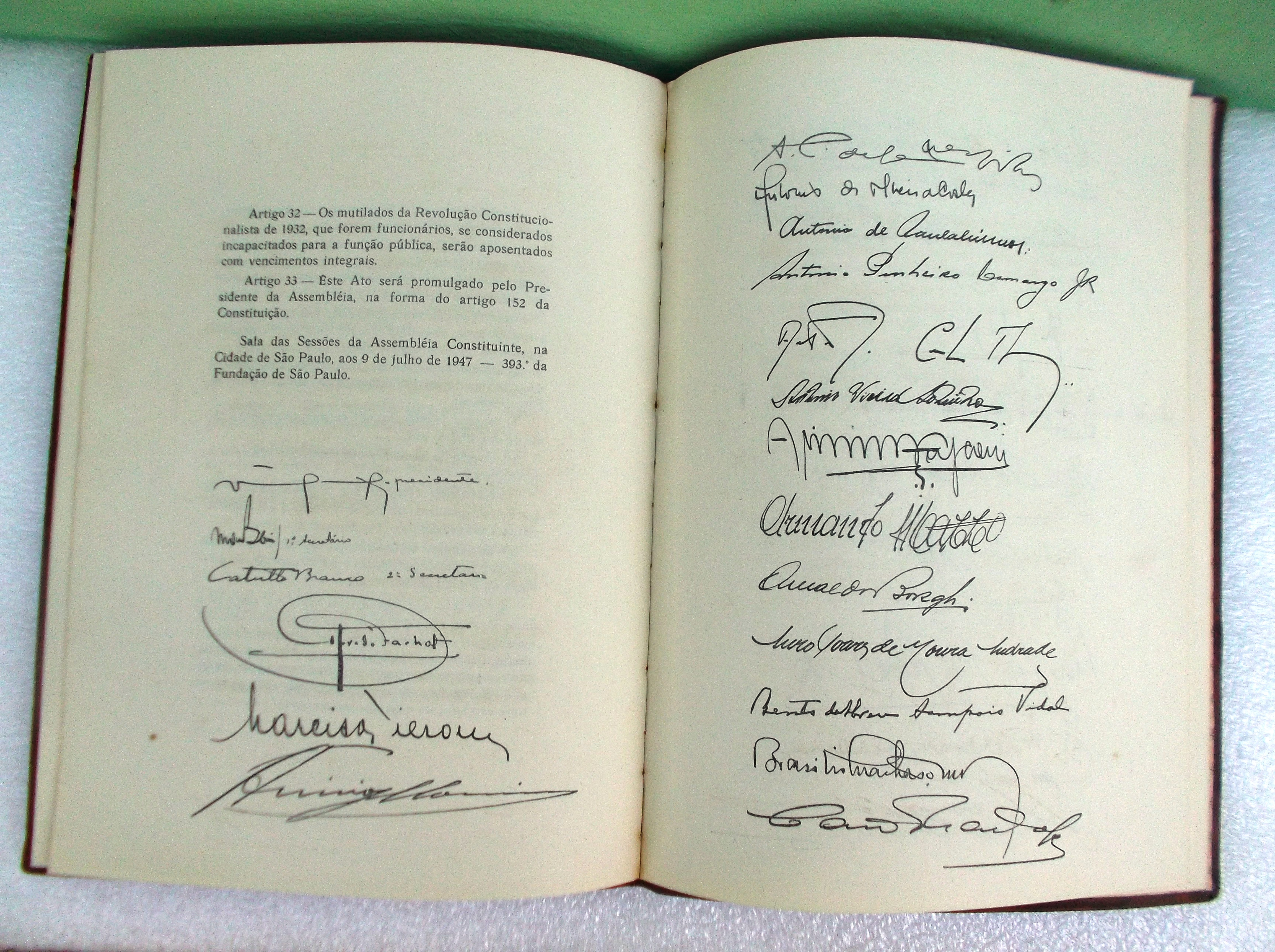
Assinaturas dos Constituintes na Constituição Paulista de 1947.
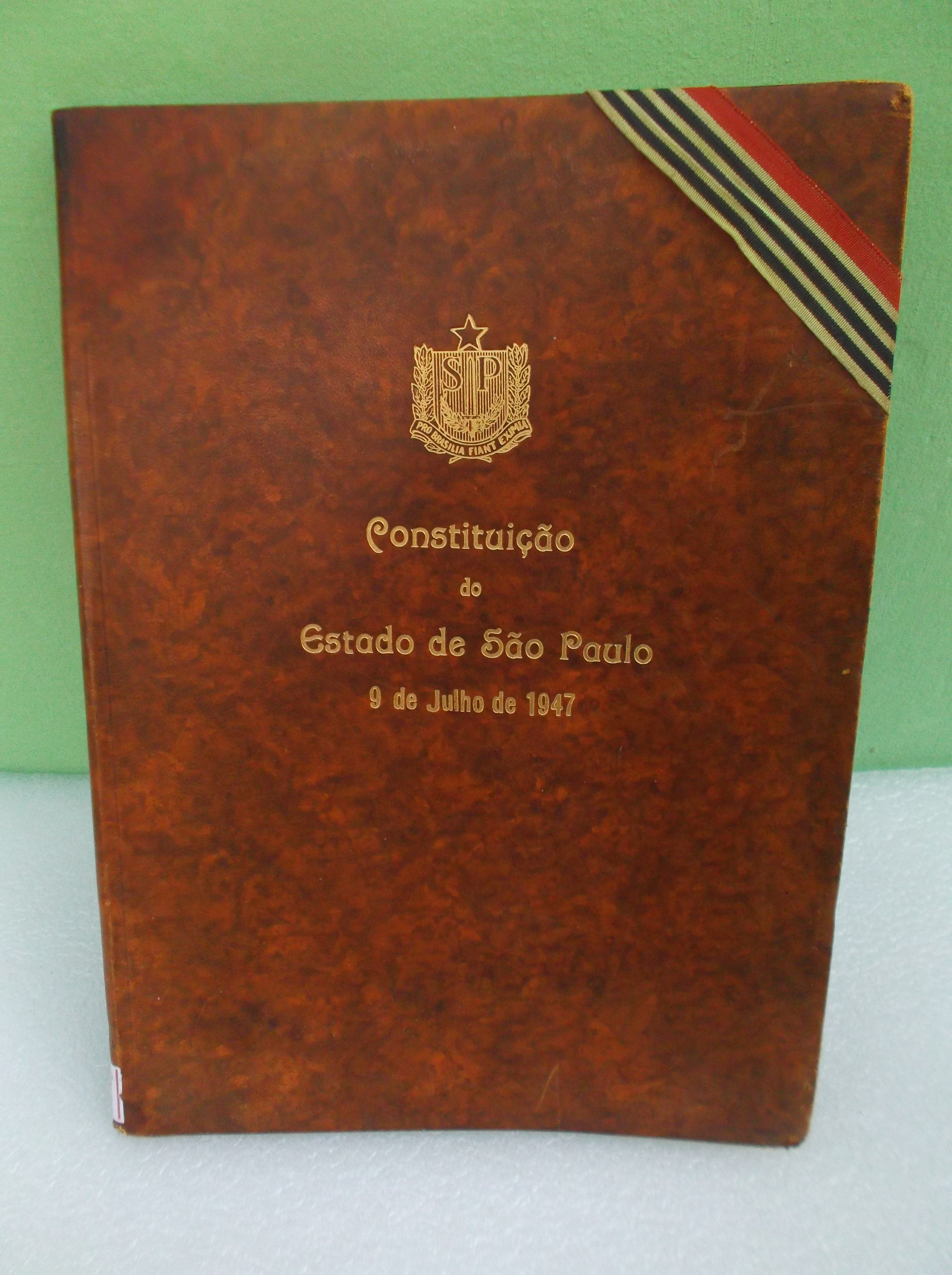
Exemplar da Constituição do Estado de São Paulo de 1947.